# Véronique Silver
Véronique Silver (* 2. September 1931 in Amiens, Somme, Frankreich; † 24. Juli 2010 in Paris; eigentlich Louise Isabelle Maria Puret) war eine französische Theater- und Filmschauspielerin.

## Leben
Véronique Silver spielte in den 1950er Jahren zunächst Theater. Im Jahr 1954 war sie als Statistin in Sacha Guitrys Versailles – Könige und Frauen erstmals in einem Film zu sehen. Ab den 1960er Jahren wirkte sie häufig in französischen Fernsehproduktionen mit. Es folgten Auftritte als Charakterdarstellerin in Filmen von Alain Resnais wie Mein Onkel aus Amerika (1980) und Das Leben ist ein Roman (1983). In Die Spaziergängerin von Sans-Souci stand sie 1982 neben Romy Schneider vor der Kamera. Für ihre Darstellung der Erzählerin Madame Odile Jouve in François Truffauts Filmdrama Die Frau nebenan (1981) wurde sie 1982 in der Kategorie Beste Nebendarstellerin für den César nominiert. Mit Fanny Ardant, die in Die Frau nebenan die Titelrolle innehatte, war Silver 1989 auch in der Fernsehproduktion Die große Kapriole, einem Kostümdrama über die Französische Revolution von Nina Companéez, zu sehen.
Mit dem Schauspieler Henri Virlojeux war Silver bis zu dessen Tod im Jahr 1995 verheiratet. Sie selbst starb 2010 im Alter von 78 Jahren in Paris.

## Filmografie (Auswahl)
- 1954: Versailles – Könige und Frauen (Si Versailles m’était conté)
- 1957: Hinter blinden Scheiben (Méfiez-vous, fillettes!)
- 1958: Montparnasse 19 (Les Amants de Montparnasse)
- 1961: Akte Mat 444 (Première brigade criminelle)
- 1965: Caroline und die Männer über vierzig (Moi et les Hommes de 40 ans)
- 1967–1994: Kommissar Cabrol ermittelt (Les Cinq dernières minutes) (TV-Serie, fünf Folgen)
- 1971: Und erlöse uns nicht von dem Bösen (Mais ne nous délivrez pas du mal)
- 1972/1988: Maigret (Les Enquêtes du commissaire Maigret) (TV-Reihe, zwei Folgen)
- 1977: Familienfest (La Communion solennelle)
- 1977: Süßer Wahn (Dites-lui que je l’aime)
- 1978: Das gefährliche Spiel von Ehrgeiz und Liebe (La Part du feu)
- 1978: La Jument vapeur
- 1978: Die Schildkröte auf dem Rücken (La Tortue sur le dos)
- 1980: Mein Onkel aus Amerika (Mon oncle d’Amérique)
- 1981: Die Frau nebenan (La Femme d’à côté)
- 1982: Die Spaziergängerin von Sans-Souci (La Passante du Sans-Souci)
- 1982: Eine ganze Nacht (Toute une nuit)
- 1983: Archipel des amours
- 1983: Das Leben ist ein Roman (La Vie est un roman)
- 1983: Le Destin de Juliette
- 1984: Le Chien
- 1984: Streß (Stress)
- 1985: Blanche und Marie (Blanche et Marie)
- 1986: L’Affaire Marie Besnard (TV-Zweiteiler)
- 1987: Engel aus Staub (Poussière d’ange)
- 1988: Das Jadehaus (La Maison de jade)
- 1989: Die große Kapriole (La Grande cabriole) (TV-Mehrteiler)
- 1989: Weiße Hochzeit (Noce blanche)
- 1990: So sind die Tage und der Mond (Il y a des jours … et des lunes)
- 1991: Benjamin (Aujourd’hui peut-être …)
- 1992: Ein Fall für die Inselkinder (Les Enfants du naufrageur)
- 1992: Ich gehöre zu Dir (Sandra, c’est la vie) (TV-Film)
- 1992: Le Mirage
- 1993: Der Jäger der Finsternis (Le Chasseur de la nuit) (TV-Film)
- 1994: Germaine und Benjamin (Du fond du cœur)
- 1995: Sommergewitter (Garçon d’orage) (TV-Film)
- 1996: Le Cœur fantôme
- 1996: Les Frères Gravet
- 1998: Julie Lescaut (TV-Serie, eine Folge)
- 1999: Bis zur nächsten Station (Les Passagers)
- 2000: Les Cordier, juge et flic (TV-Serie, eine Folge)
- 2002: Le Secret de la belle de Mai (TV-Film)
- 2003: Famille d’accueil (TV-Serie, eine Folge)
- 2005: La Femme coquelicot (TV-Film)
- 2005: Sie sind ein schöner Mann (Je vous trouve très beau)
- 2007: Faut que ça danse!

## Auszeichnungen
- Nominierung für den César in der Kategorie Beste Nebendarstellerin für Die Frau nebenan